# Prionace glauca
La tintorera o tiburón azul (Prionace glauca) es una especie de elasmobranquio carcarriniforme de la familia Carcharhinidae. Es un tiburón pelágico, cosmopolita, que se distribuye por todos los océanos y mares del mundo y recibe diferentes nombres vulgares según el lugar: tintorera -nombre que también hace referencia al tiburón tigre- en España y México, caella, caguella o quenlla en España, tiburón azul en Uruguay, Argentina, Perú, y en Chile azulejo.

## Morfología y anatomía

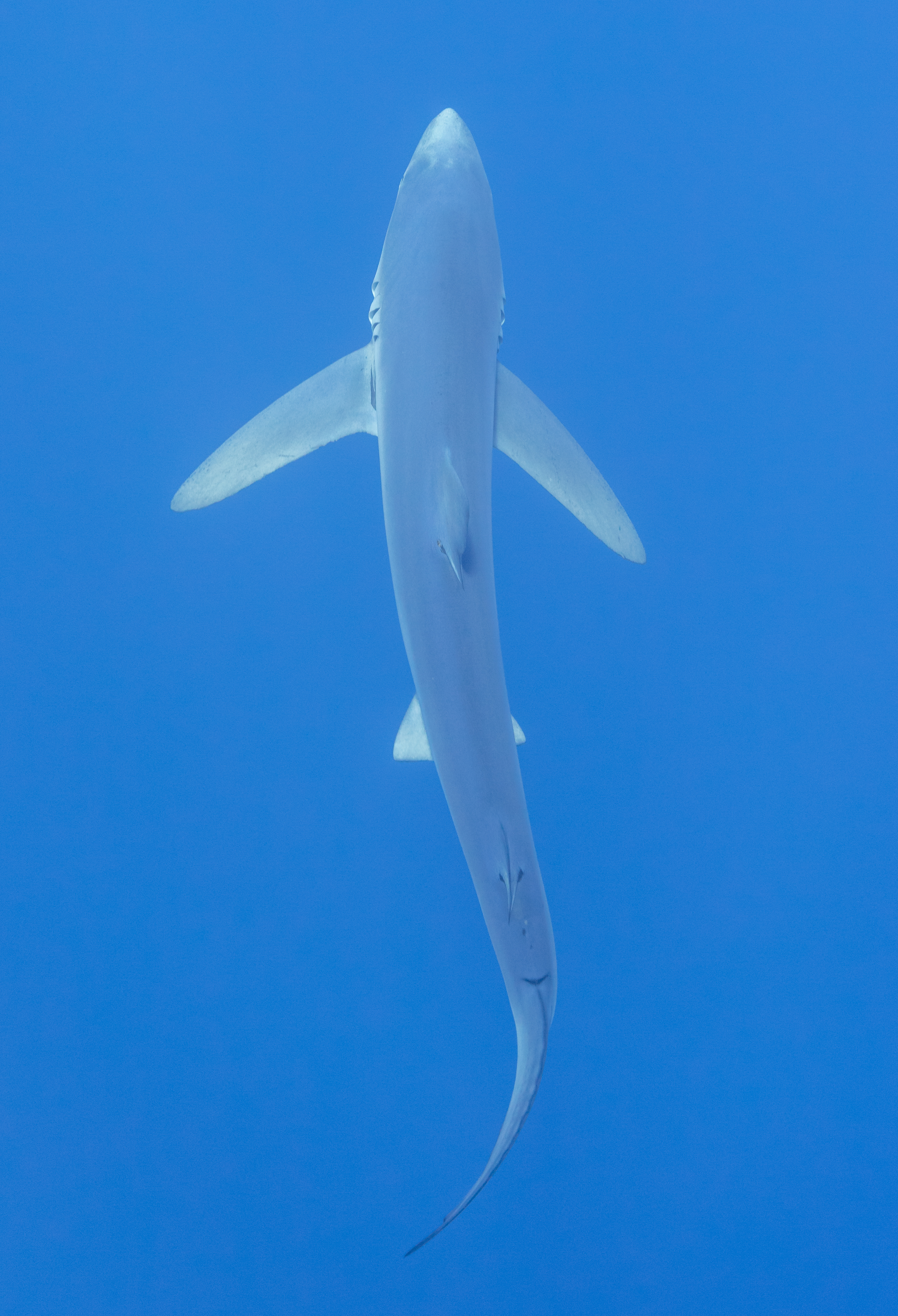
Tintorera

La tintorera es un tiburón de cuerpo estilizado y alargado, con un hocico largo y cónico. Tiene ojos grandes que, al igual que todos los carcarhiniformes, se encuentran provistos de una membrana nictitante, una especie de párpado semitransparente que va de arriba abajo y protege los globos oculares cuando luchan con su presa. Posee cinco hendiduras branquiales, dos aletas dorsales, dos aletas pectorales, dos aletas anales y una aleta caudal. Las aletas pectorales son largas y delgadas, y la aleta caudal está provista de un lóbulo superior también  muy alargado. Tiene una coloración blanca en la parte ventral, y un azul metálico muy intenso en el resto del cuerpo. Sus dientes, que se caen y son reemplazados constantemente, son de forma triangular con bordes aserrados. Tiene una longitud promedio de 2,5 m y un peso de 80 kg.
Como particularidad cabe destacar que, dada la longitud de su nariz, su mandíbula se ha adaptado para poder morder sin problemas, ya que la parte superior de la mandíbula es capaz de proyectarse hacia adelante, de tal modo que para morder no necesita alzar la cabeza.
- Cuerpo bastante alargado y fusiforme.
- Hocico bastante comprimido y estrechamente cónico.
- La primera dorsal está situada en la mitad del cuerpo, la segunda dorsal y la anal son pequeñas.
- Las aletas pectorales son estrechas, largas y un poco falciformes.
- Presenta cinco pares de hendiduras branquiales, el último por encima de las pectorales.
- La coloración es de un azul brillante intenso, la punta de las aletas es oscura, la panza es blanca.
- Su color se vuelve gris apagado una vez muerta.
- Consigue 383 cm de longitud total.
- El macho madura entre los 182 y los 281 cm. La hembra lo hace cuando tiene entre 173 y 221 cm.[3]

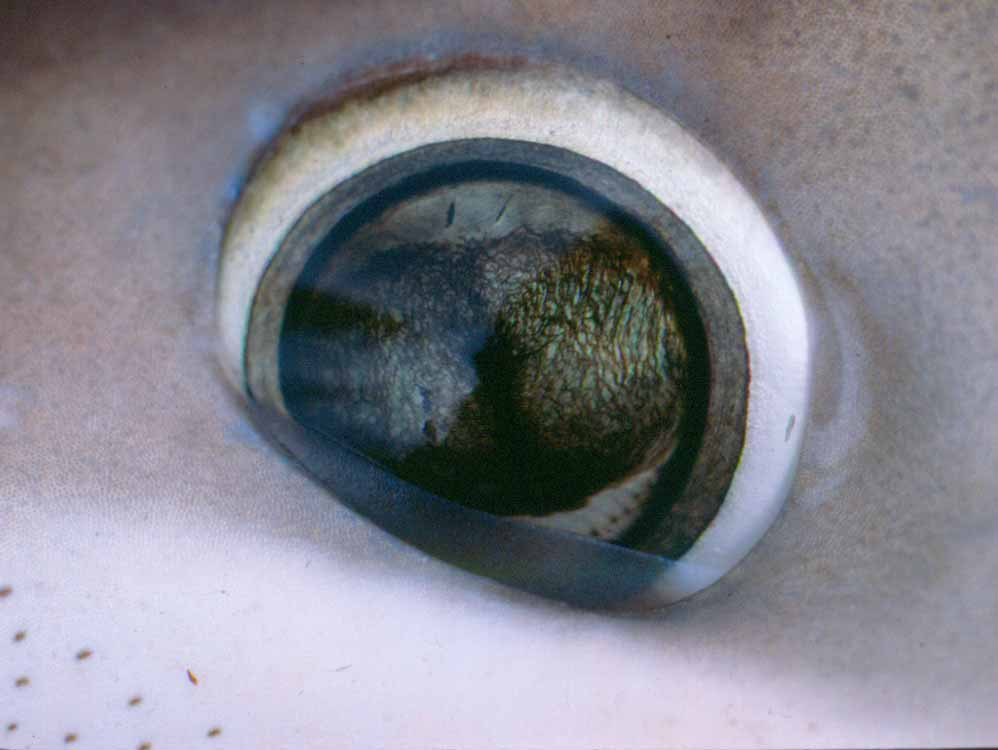
Ojo
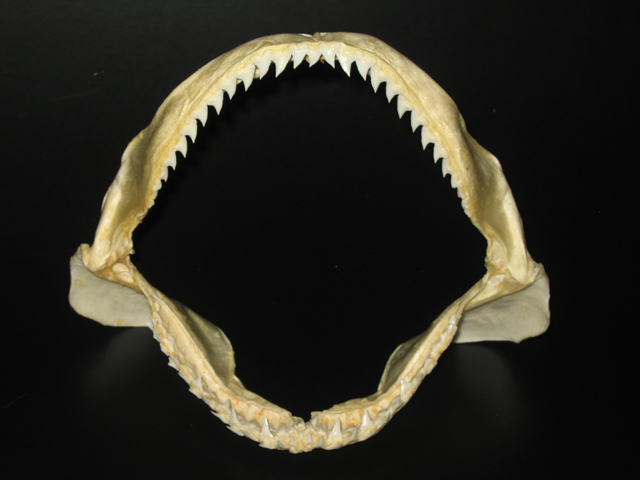
Mandíbula
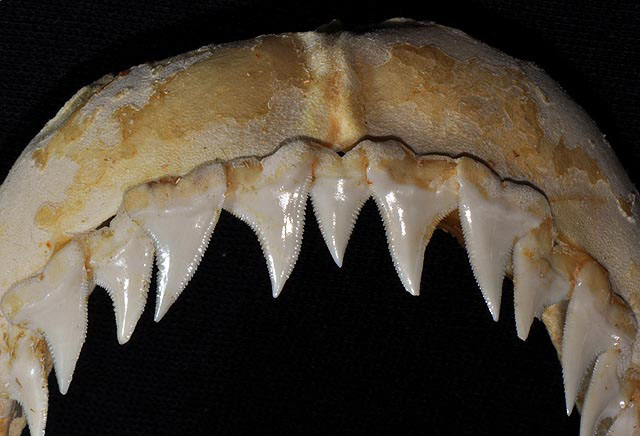
Dientes superiores
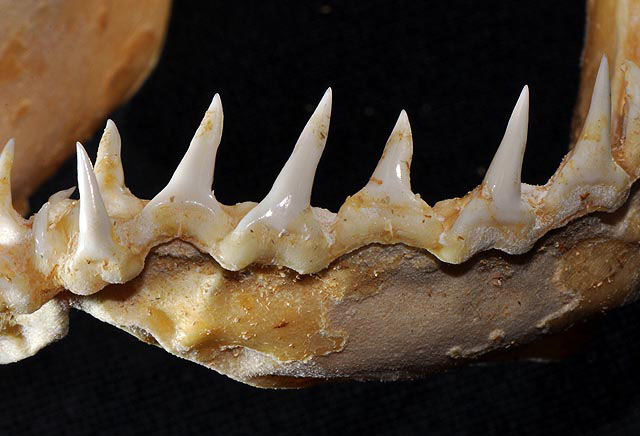
Dientes inferiores

## Alimentación

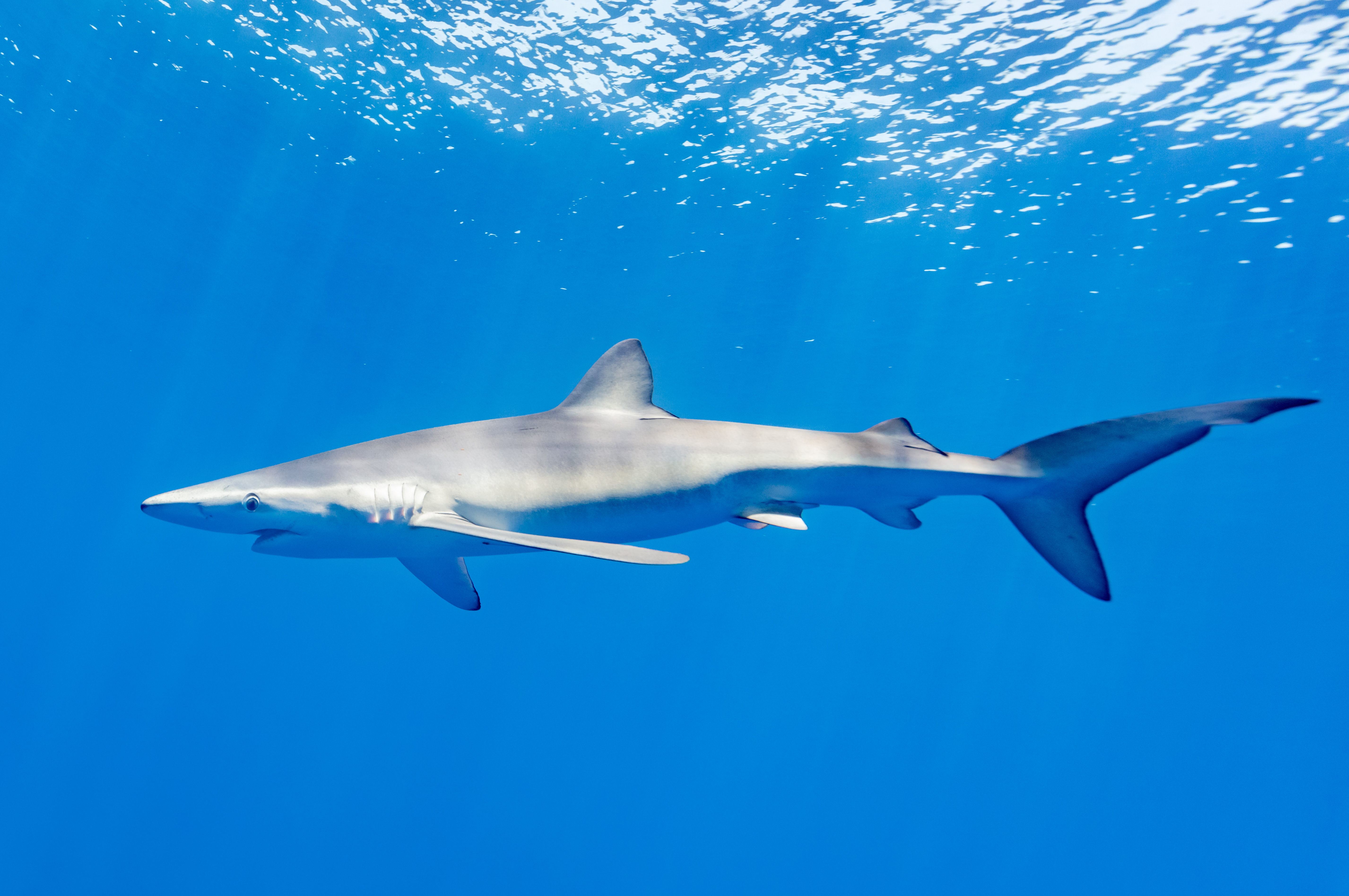
Vista lateral.

Su alimentación se constituye básicamente de peces como caballas, arenques, meros, jureles, bonitos, gádidos, calamares y aves marinas. Normalmente caza en pareja o grupos pequeños para ayudarse a dispersar los cardúmenes. En su búsqueda de alimento puede recorrer grandes distancias. Sus hábitos lo hacen un animal de aguas profundas siendo muy raro verlo en las costas.

## Reproducción y crecimiento
La tintorera es un pez vivíparo. La madurez sexual tiene lugar entre los cinco y los seis años en las hembras y entre los cuatro y cinco en los machos. La fecundación tiene lugar dentro del cuerpo de la hembra que el macho fertiliza gracias a un par de aletas pélvicas especiales llamadas pterigópodos. Las hembras poseen dos úteros en lugar de uno, dentro de los cuales se desarrollan entre cuatro y treinta y cinco crías, una de las tasas máximas de aumento poblacional anual más altas entre todas las especies de tiburones pelágicos. Las tintoreras recién nacidas miden aproximadamente 40 cm de longitud. Al igual que en otras especies de tiburones vivíparos, las hembras pierden el apetito poco antes de parir para evitar devorar a sus propias crías. La gestación dura entre nueve y doce meses. Las tintoreras son completamente independientes al nacer e instantáneamente buscan refugio de los depredadores, entre ellos sus propios progenitores. Al nacer poseen aún su saco vitelino, una prolongación de su abdomen en donde se encuentran sus órganos internos, y que es reabsorbido hacia el cuerpo poco tiempo después.
Las estimaciones de la mediana de la talla de madurez y de la edad de madurez se situaron en 196 cm FL y 4,9 años para los machos y 191 cm FL y 5,3 años para las hembras, respectivamente. En general, las estimaciones de crecimiento y madurez del tiburón azul sugieren que la especie crece rápidamente y madura antes que muchas otras especies de tiburones.

## Hábitat
Se trata de una especie migradora, oceánica y pelágica, que se encuentra en los océanos de todo el mundo, en aguas templadas y tropicales. Se considera el tiburón más extendido y abundante. Prefiere temperaturas de 12-20 °C y se encuentra a mayores profundidades en aguas tropicales. Pasan la mayor parte del tiempo entre los 0 y los 300 m de profundidad, pudiendo llegar a superar los 1000 m. Los individuos de la población se segregan por edades y sexos.

## Población y estado de conservación
La tintorera, Prionace glauca, se encuentra entre los elasmobranquios más abundantes y distribuidos. Su alta tasa de reproducción en comparación con otros tiburones oceánicos y su rápido crecimiento, la hace algo más resistente a la explotación que otras especies de tiburones.
La Unión Mundial para la Naturaleza (IUCN) cataloga la tintorera como Casi Amenazada a nivel global, con poblaciones decrecientes.  A nivel del Mediterráneo el grado de amenaza es mayor y se considera en Peligro Crítico. Además está incluida en el Apéndice II de CITES, el Apéndice III Convenio de Bon y el Anexo III del Convenio de Barcelona. 
Se trata de la especie de tiburón más capturada en el mundo, con estimas de más de 10 millones de individuos anualmente. Se captura principalmente por palangreros. Se considera el elasmobranquio más frecuente en el comercio internacional de aletas de tiburón. Entre los años 1980 y 2000, el tiburón azul era comúnmente capturado de manera incidental por flotas de palangre cuya especie objetivo son otros peces pelágicos de mayor valor comercial como los atunes o el pez espada. Sin embargo, con el aumento del comercio de productos y subproductos de tiburón (es decir, carne, filetes, suplementos nutricionales y sopa de aleta), la especie pasó a ser cada vez más objetivo de las pesquerías comerciales oceánicas. La mayor parte de los desembarques de las especie provienen de cinco países, incluyendo España, Portugal, Taiwán, Indonesia y Japón.  

## Depredadores
Los tiburones grandes, como el gran tiburón blanco y el tiburón tigre, pueden comer individuos jóvenes y pequeños. Se ha informado que las orcas cazan tiburones azules. Este tiburón puede albergar varias especies de parásitos. Por ejemplo, el tiburón azul es el hospedador definitivo de la tenia tetrafilídica, Pelichnibothrium speciosum (Prionacestus bipartitus). Se infecta al comer huéspedes intermedios, probablemente opah (Lampris guttatus) y / o Lanzón de pico largo (Alepisaurus ferox).

## Relación con los humanos
Se estima que entre diez y veinte millones de estos tiburones mueren cada año como resultado de la pesca. Se consume fresco, seco, ahumado, salado y desviado para la harina de pescado. Al encontrarse en lo alto de la cadena trófica, su carne tiene una alta concentración de metales pesados como el mercurio, pudiendo superar los límites establecidos por la Unión Europea para el consumo humano. La piel se usa para el cuero, las aletas para la sopa de aleta de tiburón y el hígado para el aceite. Los tiburones azules se buscan ocasionalmente como peces de caza por su belleza y velocidad.
Los ejemplares pequeños en algunos lugares son vendidos y consumidos como si se tratara del cazón. En efecto, lo expenden bajo dicho nombre.
Los tiburones azules rara vez muerden a los humanos. Desde 1580 hasta 2013, el tiburón azul estuvo implicado en solo trece incidentes de mordeduras registrados en el estado de Florida, cuatro de los cuales terminaron fatídicamente. Además, los tiburones son capaces de comer cadáveres humanos. Este hecho se corroboró en Comodoro Rivadavia cuando los restos de una persona extraviada aparecieron en las entrañas de un ejemplar. La persona tras un accidente automovilístico cayó al mar inconsciente o muerto. El ejemplar tras engullir el cuerpo fue pescado en las playas de Rocas Coloradas y al ser sus intestinos limpiados por pescadores se hallaron los restos humanos.Sin embargo, en las costas argentinas este tiburón se vuelve altamente reacio al contacto humano y huye en cuanto nota la presencia de humanos. Esta comportamiento del tiburón lo hacen muy esquivo de avistar pese a su notable presencia.

## Galería de imágenes

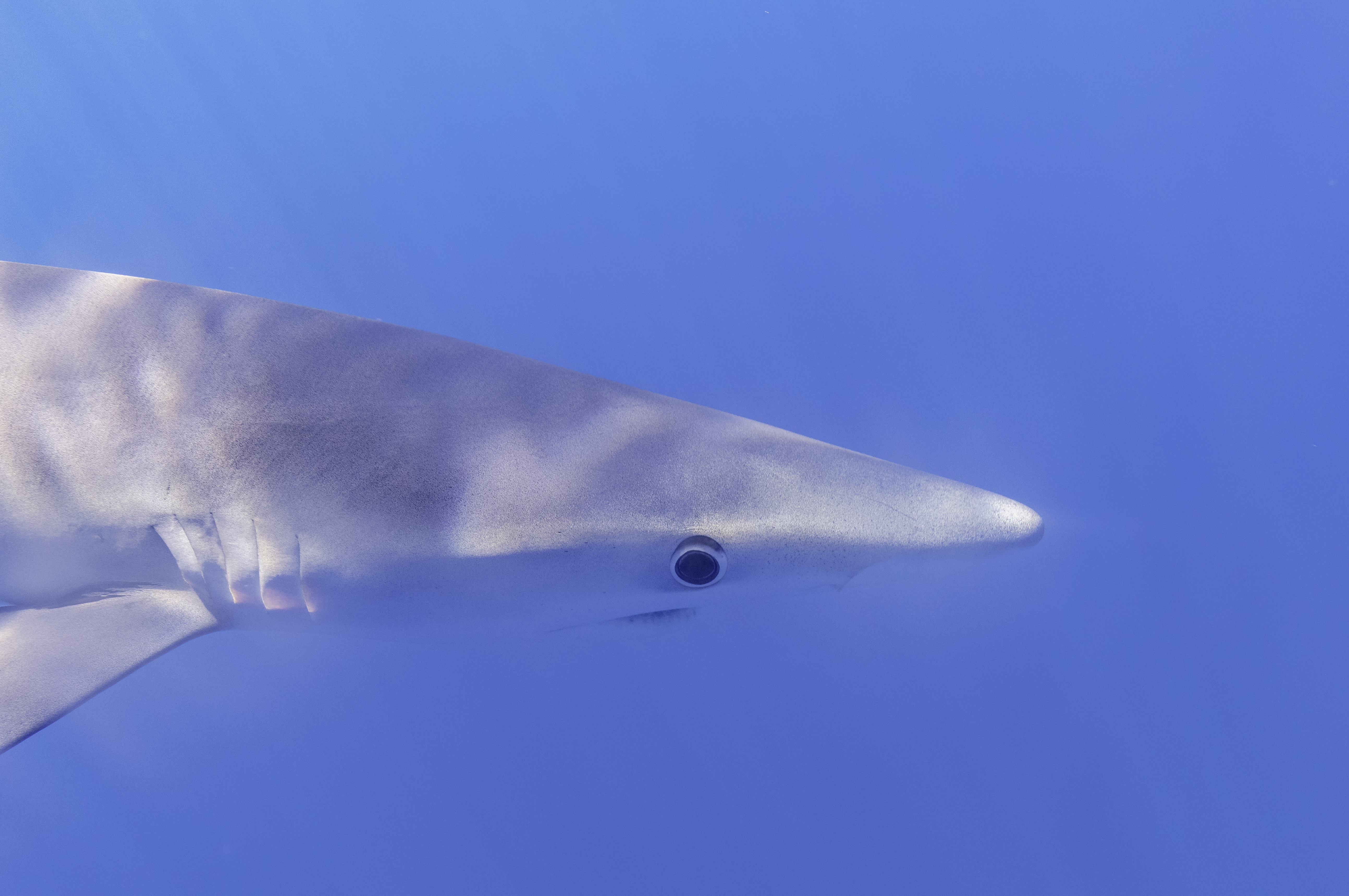
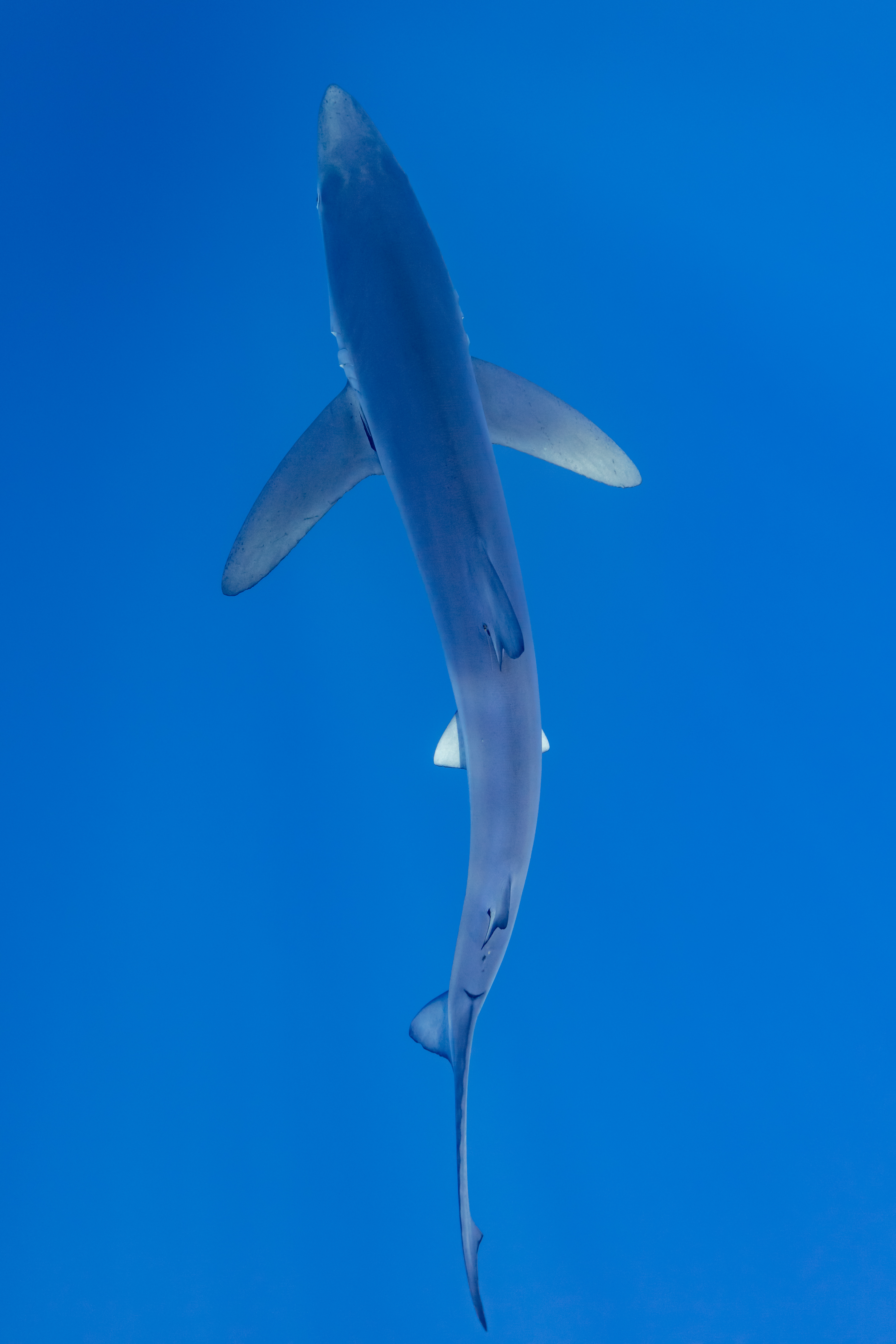
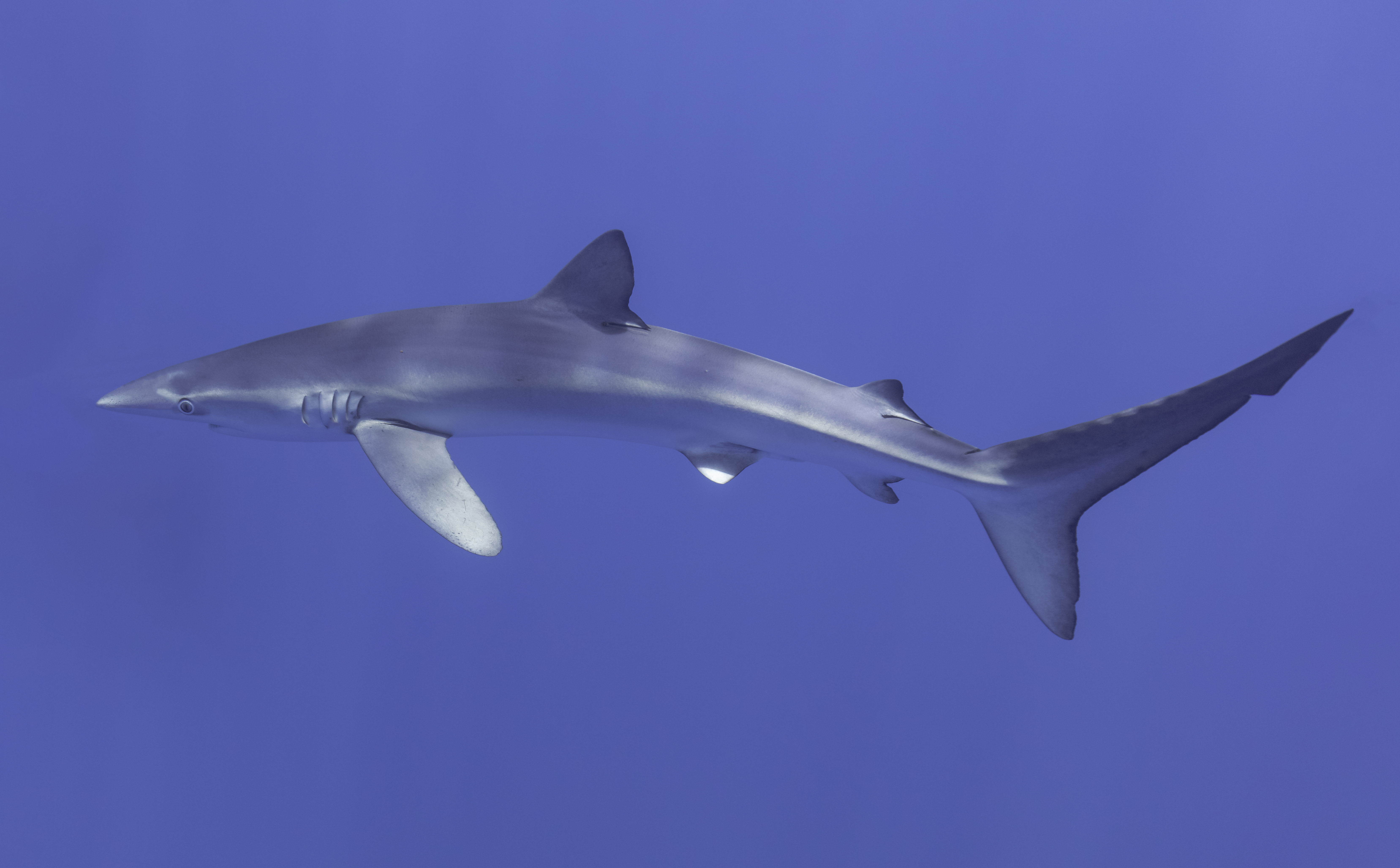
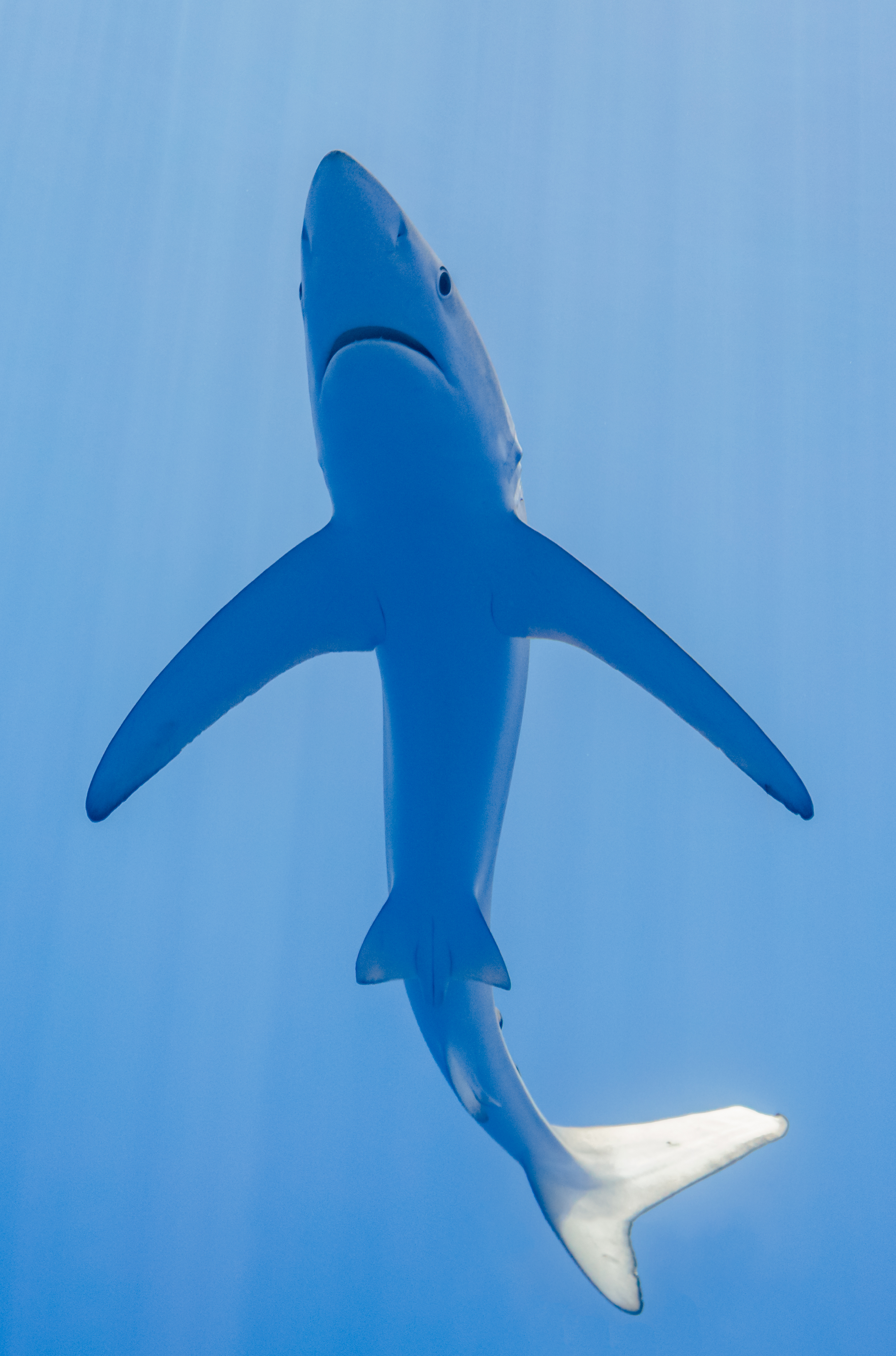
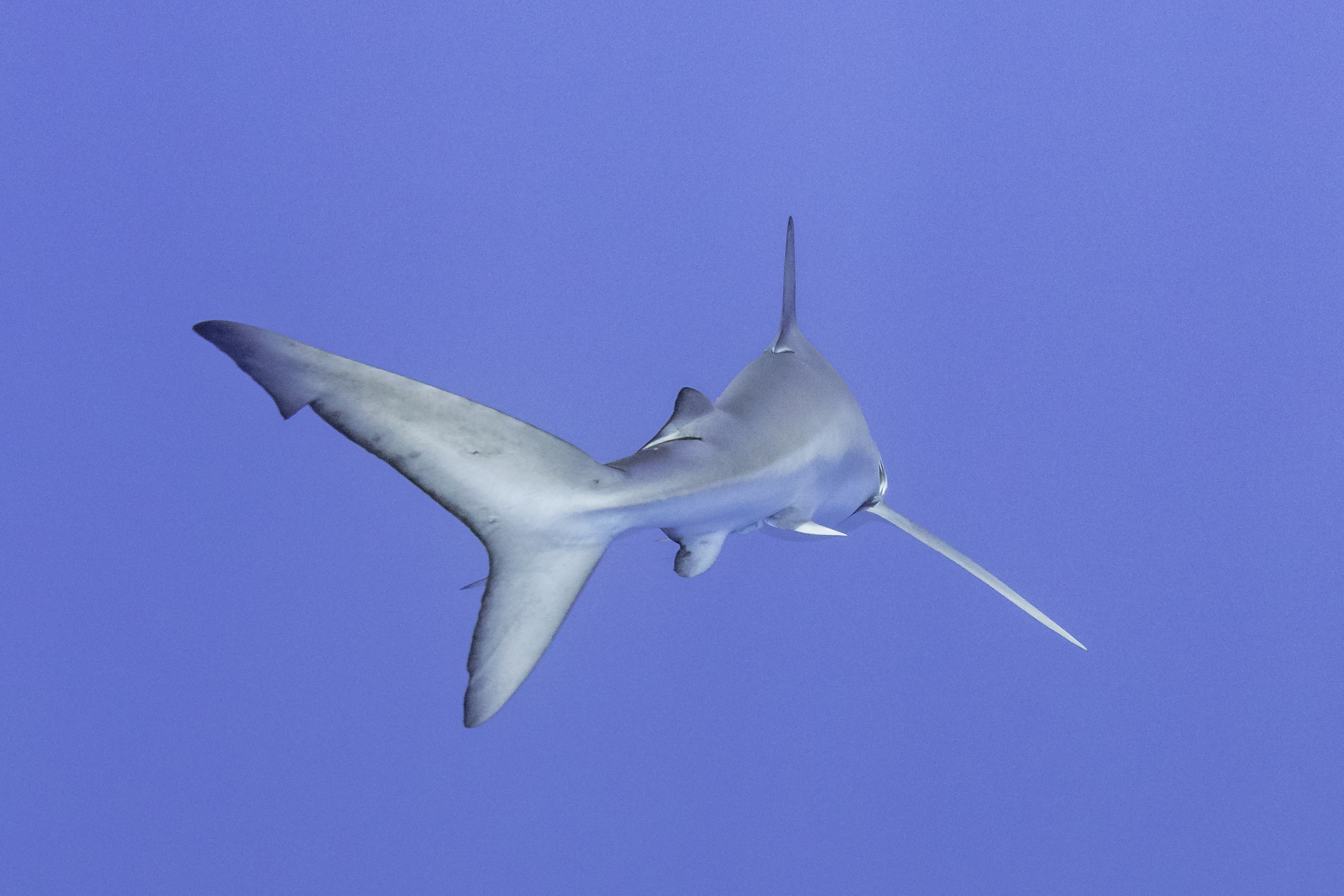
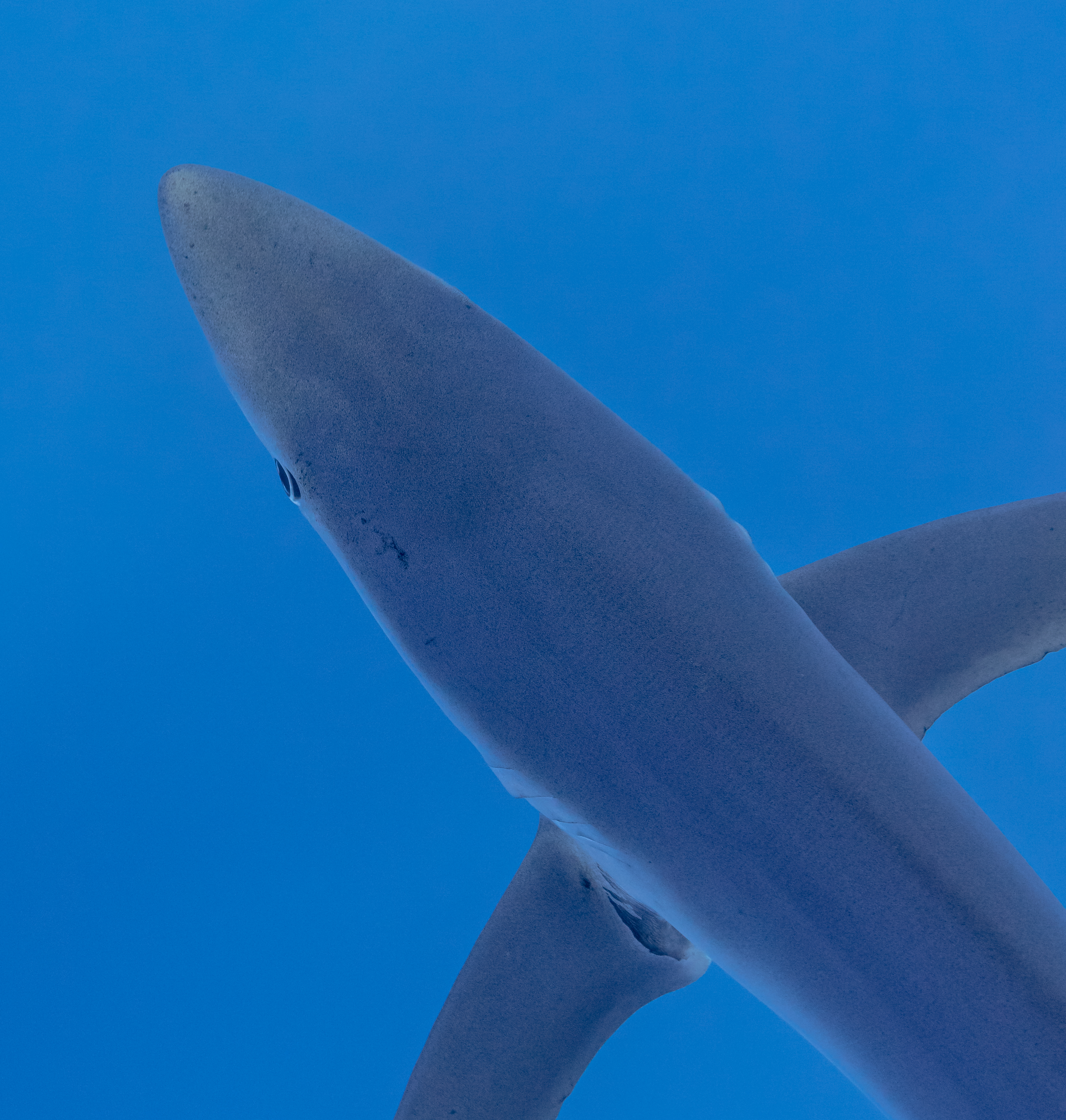
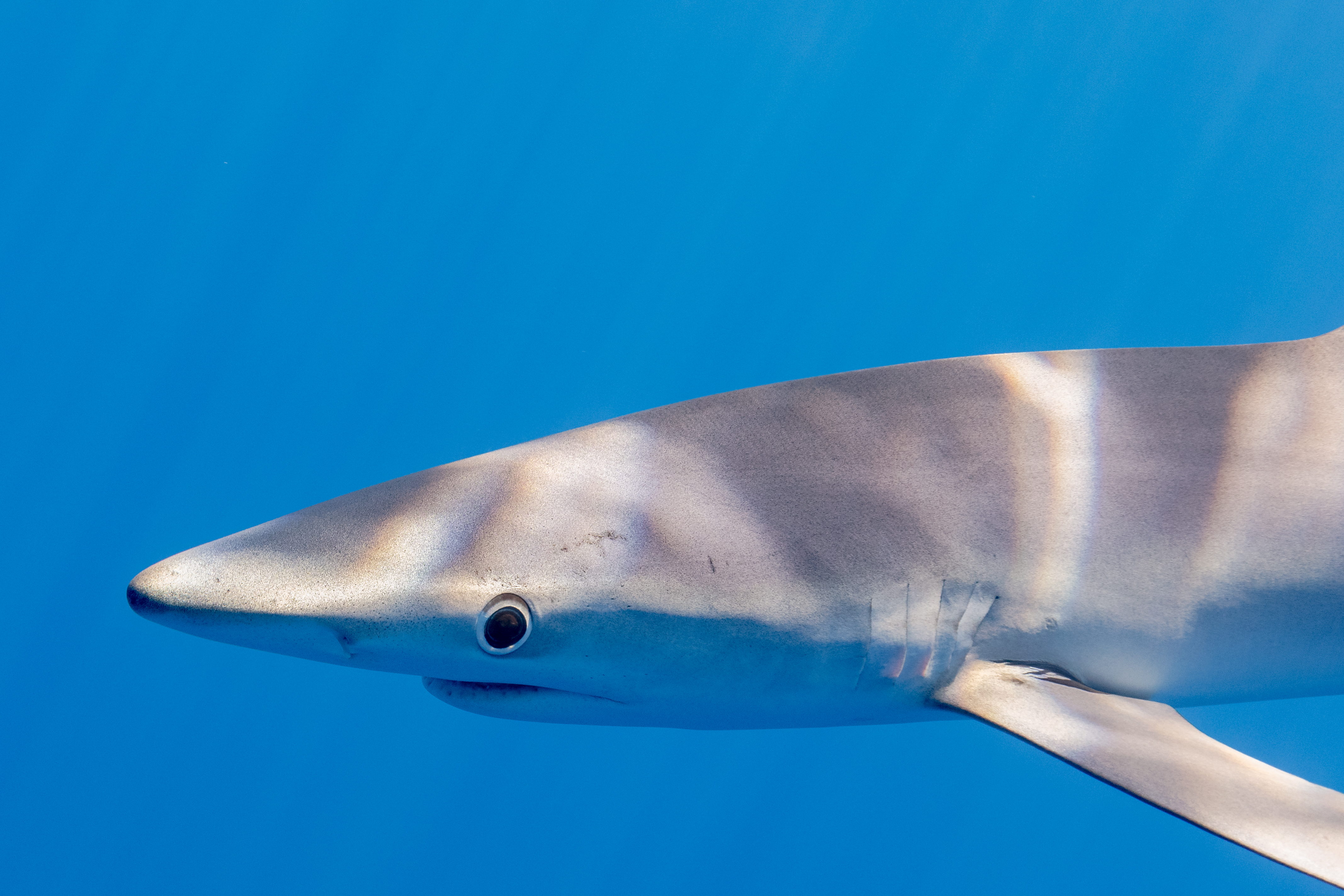